# Basel-Iselin

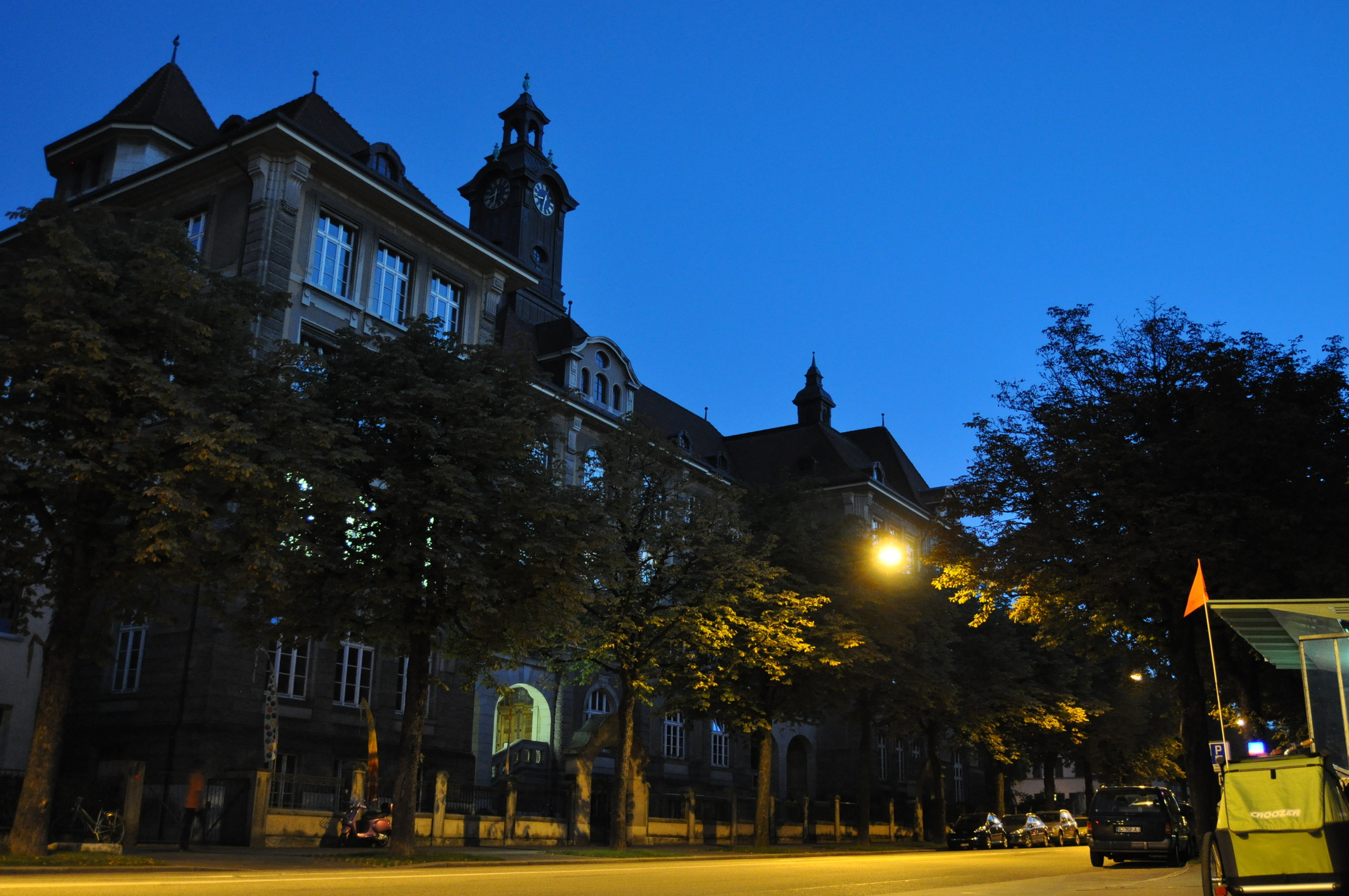
Das Isaak-Iselin-Schulhaus

Iselin, im Baseldeutsch Yyseli [ˈiːsəlɪ] genannt, ist ein Stadtteil der Schweizer Stadt Basel. Es liegt am westlichen Stadtrand im Grossbasel und grenzt im Norden an das St. Johann-Quartier (Burgfelderstrasse), im Westen an die Gemeinde Allschwil sowie an die Stadt Saint-Louis (Stadtteil Bourgfelden) in Frankreich, im Süden an das Gotthelf-Quartier (Allschwilerstrasse, Ahornstrasse); östlich befindet sich das Am Ring-Quartier (Spalenring).
Das Iselin-Quartier hat seinen Namen vom Isaak-Iselin-Schulhaus, welches wiederum nach dem Basler Philosophen Isaak Iselin benannt wurde. Der 1904 neugeformte Stadtteil hiess zunächst Hegenheim (nach der gleichnamigen elsässischen Nachbargemeinde), was allerdings 1932 nach Protesten aus der Bevölkerung in Iselin umgeändert wurde. 

## Wohnbezirke
Iselin ist in drei Wohnbezirke unterteilt:
- Oekolampad (Oekolampad-Kirche, Colmarerstrasse)
- Wasgenring-Ost (Helvetiaplatz, Felix-Platter-Spital)
- Wasgenring-West (Bachgraben, Israelitischer Friedhof)

## Gebäude und Sehenswürdigkeiten
- Oekolampad-Kirche
- Thomaskirche (Basel)
- Bachgraben (Iselin)